# Konstantinos Zikos
Konstantinos Zikos (griechisch Κωνσταντίνος Ζήκος; * 24. April 1998 in Trikala) ist ein griechischer Leichtathlet, der sich auf den Sprint spezialisiert hat.

## Sportliche Laufbahn
Erste internationale Erfahrungen sammelte Konstantinos Zikos im Jahr 2017, als er bei den U20-Europameisterschaften in Grosseto im 100-Meter-Lauf bis in das Halbfinale gelangte und dort mit 10,68 s ausschied. Zudem belegte er mit der griechischen 4-mal-100-Meter-Staffel in 40,40 s den sechsten Platz. Im Jahr darauf gewann er bei den Balkan-Hallenmeisterschaften in Istanbul in 6,72 s die Bronzemedaille im 60-Meter-Lauf und Ende Juni klassierte er sich bei den Mittelmeerspielen in Tarragona nach 39,72 s auf dem fünften Platz im Staffelbewerb. 2019 belegte er bei den Halleneuropameisterschaften in Glasgow in 6,67 s den fünften Platz über 60 Meter und im Juli gelangte er bei den U23-Europameisterschaften im schwedischen Gävle bis ins Halbfinale über 100 Meter und schied dort mit 10,87 s aus. 2020 siegte er in 6,66 s bei den Balkan-Hallenmeisterschaften in Istanbul und im Jahr darauf schied er bei den Halleneuropameisterschaften in Toruń mit 6,67 s im Halbfinale aus. Ende Juni gewann er bei den Balkan-Meisterschaften in Smederevo in 40,04 s die Silbermedaille in der 4-mal-100-Meter-Staffel. 2022 belegte er bei den Balkan-Meisterschaften in Craiova in 10,50 s den vierten Platz über 100 Meter und gewann mit der Staffel in 39,86 s die Silbermedaille hinter den Teams aus Rumänien und der Türkei. Anschließend schied er bei den Mittelmeerspielen in Oran mit 10,54 s im Vorlauf über 100 Meter aus und gelangte mit der Staffel mit 39,10 s auf Rang vier. Im August verpasste er bei den Europameisterschaften in München mit 39,11 s den Finaleinzug mit der Staffel.
In den Jahren 2016 und 2020 wurde Zikos griechischer Meister in der 4-mal-100-Meter-Staffel sowie von 2018 bis 2022 Hallenmeister im 60-Meter-Lauf.

## Persönliche Bestleistungen
- 100 Meter: 10,41 s (+0,8 m/s), 19. Juni 2019 in Kalamata
  - 60 Meter (Halle): 6,62 s, 9. Februar 2019 in Athen
- 200 Meter: 21,88 s (−0,4 m/s), 18. Mai 2019 in Trikala